# Pat Torpey
Pat Torpey (Cleveland, Ohio, 13 de diciembre de 1953-7 de febrero de 2018) fue un baterista estadounidense, conocido por haber pertenecido a la agrupación de Hard Rock Mr. Big. También tocó con John Parr, Belinda Carlisle, Robert Plant, Ronnie Montrose, Richie Kotzen y The Knack. Participó en grabaciones de artistas como Impellitteri y Ted Nugent.

## Discografía

### Solista
- Odd Man Out (1998)
- Odd Man Out: Y2K (1999)

### Con Impellitteri
- Stand in Line (1988)

### Con Jeff Paris
- Race to Paradise (1986)

### Con Stan Bush & Barrage
- Stan Bush & Barrage (1987) (MAZL)

### Con Ted Nugent
- If You Can't Lick 'Em...Lick 'Em (1988)

### Con Mr. Big
- Mr. Big (1989)
- Lean into it (1991)
- Bump Ahead (1993)
- Hey Man (1996)
- Get Over It (1999)
- Actual Size (2001)
- What If... (2011)
- ...The Stories We Could Tell (2014)
- Defying Gravity (2017)

### Con Paul Gilbert
- King Of Clubs (1998)

### Con Niacin
- High Bias (1998)

### Con Velocity
- Impact (1998)

### Con Stream
- Nothing Is Sacred (1999)

### Con The Knack
- Normal as the Next Guy (2001)

### Con Richie Kotzen
- What Is... (1998)
- Change (2003)

### with Johnny Hiland
- Johnny Hiland (2004)

## Fallecimiento
En julio de 2014, Torpey anunció que fue diagnosticado con mal de Parkinson. Falleció el 7 de febrero de 2018 debido a complicaciones relacionadas con dicha enfermedad.